# 麦芽 (お笑い)
麦芽（ばくが、BAKUGA）は、かつて太田プロダクションに所属していたお笑いコンビである。

## メンバー
- 小出真保 （こいで まほ、1982年2月24日 - ） ボケ担当。

身長152cm。血液型B型。
長野県上田市出身。
- 鈴木奈都 （すずき なつ、1974年8月18日 - ） ツッコミ担当。

身長158cm。血液型O型。
東京都世田谷区出身。

## 来歴
- 2005年1月 - コンビ結成。鈴木（太田プロお笑いセミナー出身）と、太田プロ入りして間もない小出（太田プロワークショップ出身）が事務所で初対面し、マネージャーに勧められる形でコンビを組む（麦芽結成前に鈴木がピン芸人として活動していたとの説もあったが、鈴木のプロキャリアは麦芽が始まりである）[1]。コンビ名は、小出が『笑ゥせぇるすまん』に出てくるバーの店名「魔の巣」にしようとしたところ、マネージャーに暗いと反対され決め直すことになり、小出が爆笑問題を尊敬しているため「ばく」という言葉を入れたいと提案し、鈴木が「わたしはビールが大好きだから」という理由で「麦芽」に決定した。姓名判断で字画が最高な名前だったと鈴木は言っている[2]。
- 2006年7月28日 - 小出が番組ADと交際していることから、2006年7月28日放送の『JUNK 交流戦スペシャル』（TBSラジオ）にスペシャルゲストとして出演（交流戦SP#エピソードを参照）。しかしそのADとは破局を迎えている。
- 小出の優香のモノマネが『とんねるずのみなさんのおかげでした』（フジテレビ）で評判を呼び、各番組への露出も高まっている。
- 2007年10月20日放送の『王様のブランチ』（TBSテレビ）インパクト芸人コーナーにコンビで出演。小出が本人の前で、優香ネタを初披露。本人もかなり気に入り、大笑いしていた（放送を観ていたホリプロ社長が大絶賛していたという報告がホリプロ社員から制作スタッフに届いている。なお、鈴木は同じくレギュラー出演者のLiLiCoのモノマネを披露していた）[3]。
- 2009年3月31日から『おもいッきりDON!』（日本テレビ）の「突撃DON!」火曜日の突撃リポーターとしてレギュラー出演。約3か月のサバイバルバトルでポイント獲得数が低かったが、無事に残留が決定。7月6日放送から火曜日から月曜日に異動し、9月28日放送まで突撃リポーターを担当した。
- 2012年12月3日、小出が自身のブログ[4]で、年内にコンビを解散すると発表。この後は共にピンで活動、解散の理由は「（物真似などで）方向性が同じになり、お互い同じ道で勝負したいというライバル心が生まれた」として発展的解消としており、不仲や双方の収入差が原因ではないとしている[5]。
- 2018年、鈴木が元エレファントジョンの加藤憲とのコンビ「世田谷フレンズ」を結成し活動を始めたが、体調不良が続いたためコンビを解散し芸能活動を休業した。

## 芸風
- 2人でモノマネをする。小出はツッコミどころがある人物をやることが多かった。（悪意があるとたまに言われた）
- 漫才とコントも行う。漫才や番組出演などの登場時には「麦に芽が出て麦芽です」と言うのが決まり文句[5]。コントは「日本人にあこがれる中国人」「芸能界かぶれしてる子役」「たかの友梨ダイエットグランプリ」など細かい設定の形態模写系が多かった[5]。
- 2005年末から2006年にかけては、女性シンガーのネタをやっていたことがあった[1]。
- 小出が優香のモノマネで出演が増えて以降は、鈴木もモノマネをすることが多くなり、お互いのモノマネの持ちネタをコントに取り入れることもある。モノマネ以外では、小出が中国人の「リャンさん」を演じるコントなどがあった。
- 小出が鈴木のフリに対して詳しいことを言い、鈴木が「好きでしょー!」と大げさなアクションで突っ込む流れのネタがあった。

## 出演
※麦芽2人での出演

### テレビ
- 虎の門（テレビ朝日　2005年10月）
- 月曜エンタぁテイメント（テレビ東京　2005年12月）
- 王様のブランチ（TBSテレビ　2007年10月20日・インパクト芸人コーナー）
- ラジかるッ（日本テレビ）
2008年5月16日 - 『ウエスポーン! 新人さんいらっしゃい』コーナー
2008年6月27日 - 『ザ・たっちのちょっと何の日?』コーナー（優香の誕生日ということで、その関係での出演）
- お試しかっ!（テレビ朝日　2008年5月19日は2人で出演）
- 『ぷっ』すま（テレビ朝日　2008年6月10日・リアル神経衰弱! ボケとツッコミ当てまショー!）
- ロンドンハーツ（テレビ朝日） - 2008年8月19日放送『女芸能人やっちまったな～私服コレクション』
- 33分探偵（フジテレビ）
小出は第2話で『お家賃How much?』の司会役、鈴木は第3話で『赤梅女学院』の教師役で、別々に出演。
- 笑いの祭典 ゴールドステージ!! （日本テレビ、モクスペ枠） - 2008年11月6日、『ダッシュステージ』（1分）のパートに出演
- ザ・駅前テレビ（長野朝日放送　2009年3月7日・ゲスト出演）
- 麦芽の春しよう!2009（長野朝日放送　2009年3月20日・特番）
- おもいッきりDON!（日本テレビ　2009年3月31日 - 9月28日、「突撃DON!」突撃リポーターとしてレギュラー出演）
- Goroプレゼンツ マイ・フェア・レディ（TBSテレビ）
- 爆笑トライアウト（NHK総合）
  - 会場審査は10位（181TP）、視聴者投票は10位（263票）。
- カツケン 勝間経済研究所（BSジャパン、2009年8月16日・ゲスト出演）
- サムライ賞金ハンター（フジテレビ　2009年10月8日）
- 崖っぷち〜アラビアンサイトFEVER〜（TBSテレビ　2009年10月13日）
- 真心クリプレ（関西テレビ 2009年12月19日）
- 女たちのナゴリンピック（東海テレビ 2009年12月25日）
- BSブランチ（BS-TBS 2010年3月20日）
- ウケウリ!!（日本テレビ）
- 全種類。（TBSテレビ）- 2010年5月31日、6月1日
- ツボ娘（TBSテレビ）- 2010年7月14日、7月28日
- キャくれ家（朝日放送）- 2010年12月10日
- 爆笑!ものまねウォーズ（TBSテレビ）- 2011年3月30日
- オトナの保健室（NHKワンセグ2）
- NHK短歌（NHK教育テレビ）
- 野田ともうします。シーズン2（NHK）- 第12話

### ラジオ
- 寺島尚正 ラジオパンチ!（文化放送）- 2010年1月6日より、中継コーナー「聞き耳パンチ」レギュラーレポーター
- くにまるジャパン（文化放送）- 「なるほどジャパン」コーナー レポーター
- YOYOGI PIRATES火曜日「バクガリ!」（FM-FUJI）- レギュラーパーソナリティ。佐藤由加理（元SDN48）と共演。

## CD
- バカ裁判 〜男と女の痴話喧嘩〜 （DVD付きシングル、2009年10月28日 ぼれろと共演）